# Ladette
Eine Ladette ist eine meist junge Frau, die große Teile der Lad culture adaptiert hat, ohne dabei auf typische Weiblichkeitsmarker zu verzichten. Dieser Habitus entstand in den 1990er Jahren.  Der Begriff ist seit 2001 im Concise Oxford Dictionary verzeichnet. Bekannte Vorreiterinnen dieses im Süden Englands auch Geezer Bird genannten Habitus sind Zoe Ball und Sara Cox.

## Belege
1. ↑   Ladettes enter dictionary, BBC News, 12. Juli 2001
2. ↑  Rebecca Hardy: Sara Cox: How I went from ladette to lady via binge-drinking, drugs and open-air sex. In: Daily Mail. 15. August 2008, abgerufen am 20. September 2022.